# Associazione Calcio Crema 1936-1937
Questa pagina raccoglie le informazioni riguardanti l'Associazione Calcio Crema nelle competizioni ufficiali della stagione 1936-1937.

## Stagione
Nella stagione 1936-1937 il Crema ha disputato il girone B del campionato di Serie C. Con 26 punti si è classificato al dodicesimo posto a pari merito col Legnano.

## Rosa
| N. |                   | Ruolo | Calciatore           |
| -- | ----------------- | ----- | -------------------- |
|    | Italia (bandiera) | P     | Loris Desti          |
|    | Italia (bandiera) | P     | Alfredo Sacchi       |
|    | Italia (bandiera) | D     | Dino Gabriele        |
|    | Italia (bandiera) | D     | Mino Livio           |
|    | Italia (bandiera) | D     | Ulderico Meanti (II) |
|    | Italia (bandiera) | D     | Annibale Razzini     |
|    | Italia (bandiera) | D     | Francesco Rivolta    |
|    | Italia (bandiera) | D     | Felice Stabilini     |
|    | Italia (bandiera) | D     | Primo Tarenzi        |
|    | Italia (bandiera) | C     | Mario Bocchio        |
|    | Italia (bandiera) | C     | Carlo Cattaneo       |

| N. |                   | Ruolo | Calciatore          |
| -- | ----------------- | ----- | ------------------- |
|    | Italia (bandiera) | C     | Giovanni Marin      |
|    | Italia (bandiera) | C     | Edmondo Rana        |
|    | Italia (bandiera) | C     | Ugo Sallustio       |
|    | Italia (bandiera) | C     | Arturo Salvadori    |
|    | Italia (bandiera) | C     | Umberto Marchi      |
|    | Italia (bandiera) | A     | Domenico Cremonesi  |
|    | Italia (bandiera) | A     | Natale De Carli     |
|    | Italia (bandiera) | A     | Mario Pietruzzi     |
|    | Italia (bandiera) | A     | Giuseppe Portaluppi |
|    | Italia (bandiera) | A     | Riccetti            |
|    | Italia (bandiera) | A     | Antonio Sacchi      |